# 1,3-ジオキソラン
1,3-ジオキソラン（1,3-dioxolane）は、C3H6O2という分子式を持つ複素環式化合物で、アセタール構造を持つ。単にジオキソランとも呼ばれ、溶媒やポリオキシメチレン（コポリマータイプ）製造用のコモノマーとして利用される。構造が似た化合物に、テトラヒドロフランとジオキサンがある。また構造異性体の 1,2-ジオキソランは有機過酸化物に分類される。
1,3-ジオキソランはエチレングリコールの水酸基をアセタール化することによって得られる。(+)-cis-ジオキソランは、ムスカリン・アセチルコリン受容体のアゴニストである L-(+)-cis-2-メチル-4-トリメチルアンモニウムメチルヨウ化-1,3-ジオキソランの慣用名である。
消防法に定める第4類危険物 第1石油類に該当する。